# Atsede Habtamu
Atsede Habtamu (ur. 26 października 1987) – etiopska lekkoatletka specjalizująca się w biegach na długich dystansach. 

## Osiągnięcia
- srebrny medal w drużynie podczas mistrzostw świata w biegach ulicznych (Udine 2007)

## Rekordy życiowe
- bieg na 10 km – 31:28 (2008)
- bieg na 15 km – 48:10 (2007)
- bieg na 20 km – 1:05:01 (2007)
- półmaraton – 1:08:29 (2007)
- bieg na 30 km – 1:41:31 (2011)
- maraton – 2:24:25 (2011)